# Titularbistum Silli
Silli ist ein Titularbistum der römisch-katholischen Kirche.
Die in Nordafrika gelegene Stadt war ein alter römischer Bischofssitz, der im 7. Jahrhundert mit der islamischen Expansion unterging. Er lag in der römischen Provinz Numidien.
| Titularbischöfe von Silli |                                                        |                                                         |                   |                   |
| Nr.                       | Name                                                   | Amt                                                     | von               | bis               |
| 1                         | Gregorio Falconieri                                    | emeritierter Bischof von Conversano (Italien)           | 1964              | 28. November 1964 |
| 2                         | Abílio Augusto Vaz das Neves                           | emeritierter Bischof von Bragança e Miranda (Portugal)  | 20. Februar 1965  | 27. Januar 1971   |
| 3                         | Filippo Franceschi                                     | Koadjutorbischof von Tarquinia e Civitaveccia (Italien) | 30. Mai 1973      | 15. Juli 1976     |
| 4                         | Jan Pieter Schotte CICM Titularerzbischof pro hac vice | Kurienbischof/ Kurienerzbischof                         | 20. Dezember 1983 | 26. November 1994 |
| 5                         | Florentin Crihălmeanu                                  | Weihbischof in Cluj-Gherla (Rumänien)                   | 6. November 1996  | 18. Juli 2002     |
| 6                         | Hervé Giraud                                           | Weihbischof in Lyon (Frankreich)                        | 15. April 2003    | 13. November 2007 |
| 7                         | Henri Coudray SJ                                       | Apostolischer Vikar von Mongo (Tschad)                  | 3. Juni 2009      |                   |